# IC 4957
IC 4957 је спирална галаксија у сазвјежђу Телескоп која се налази на листи објеката дубоког неба у Индекс каталогу.
Деклинација објекта је - 55° 42' 32" а ректасцензија 20h 9m 35,7s. Привидна величина (магнитуда) објекта IC 4957 износи 14,5 а фотографска магнитуда 15,3. IC 4957 је још познат и под ознакама ESO 186-3, AM 2005-555, IRAS 20056-5551, PGC 64183.